# Martin Kirschner (Politiker)

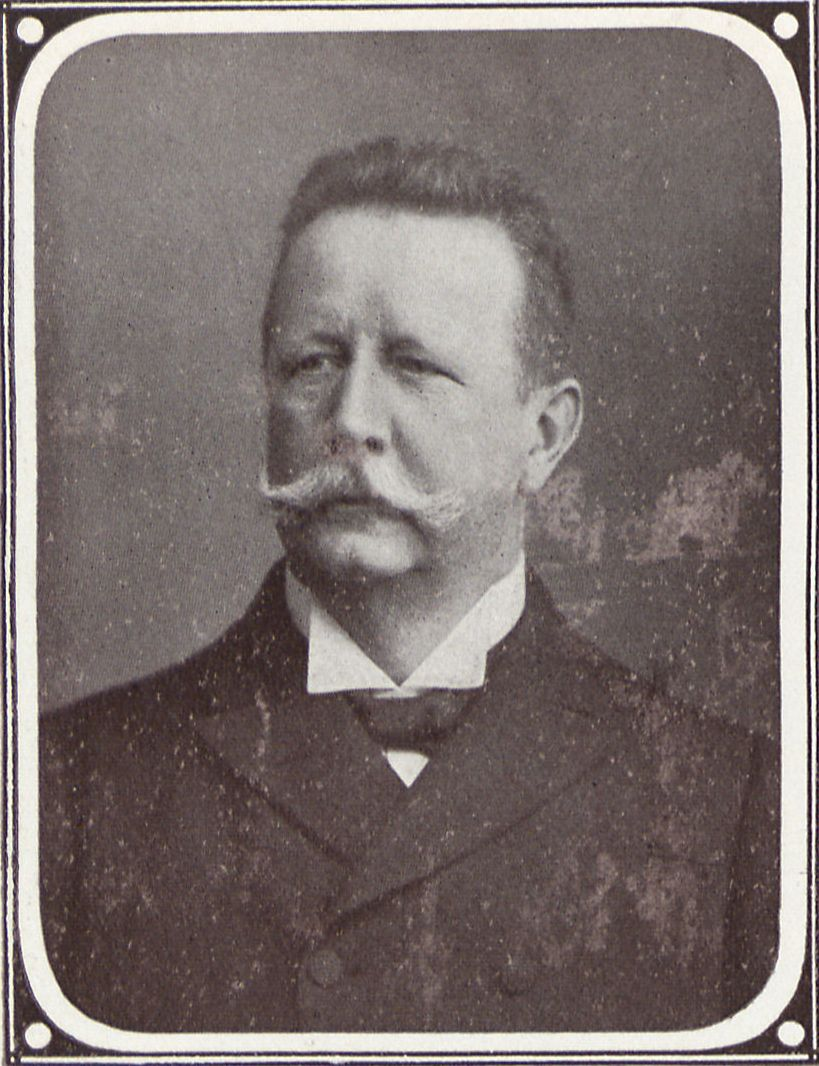
Martin KirschnerOberbürgermeister von Berlin, 1906

Martin Kirschner (* 10. November 1842 in Freiburg in Schlesien; † 13. September 1912 in Ehrwald/Tirol) war ein nationalliberaler Politiker. Der Jurist war von 1899 bis 1912 Oberbürgermeister von Berlin.

## Leben
Der Vater Julius Kirschner war Arzt in der schlesischen Kleinstadt Freiburg. Die Familie mit Martin als dem einzigen Kind übersiedelte 1852 nach Breslau, wo Kirschner das Maria-Magdalenen-Gymnasium besuchte. Krankheiten in den ersten Schuljahren führten dazu, dass er erst 1863 sein Abitur machen konnte. Der Vater war 1860 gestorben. Kirschner studierte Rechtswissenschaften in Breslau, Heidelberg und Berlin. Während seines Studiums wurde er 1863 Mitglied der Burschenschaft Germania Breslau. 1868 wurde er beim Stadtgericht in Breslau Referendar und 1871 Gerichtsassessor. Kurz darauf übertrug man ihm die kommissarische Verwaltung einer Richterstelle nahe bei Bromberg in der preußischen Provinz Posen, wo er 1872 Kreisrichter wurde. Im gleichen Monat heiratete er Margarethe Kalbeck aus Breslau, Tochter eines Wiener Schriftstellers und Schwester des bekannten Breslauer Musikkritikers und -schriftstellers Max Kalbeck, der sich besonders durch seine Brahms-Biographie einen Namen gemacht hat. Der Ehe Kirschners entstammten ein Sohn und vier Töchter.
1873 wurde Kirschner zum Stadtrat in Breslau berufen. In der folgenden Zeit lernte ihn Max von Forckenbeck kennen und schätzen, der zu dieser Zeit Oberbürgermeister der schlesischen Hauptstadt war. Forckenbeck, der später Oberbürgermeister von Berlin werden sollte, machte auch in Berlin auf Kirschners Fähigkeiten aufmerksam. Die Stadt Breslau wählte Kirschner 1879 zum Syndikus und er erhielt einen Sitz in der Stadtverordnetenversammlung. Kirschner wurde deren stellvertretender Vorsitzender und Vertreter der Stadt Breslau im Provinziallandtag für Schlesien. 1892 erreichte ihn der Ruf aus Berlin; er wurde zum Bürgermeister der Metropole gewählt und im Februar 1893 in das Amt eingeführt, das er sechs Jahre zu allgemeinster Zufriedenheit ausübte. Nach Querelen zwischen der Berliner Stadtverordnetenversammlung und dem preußischen König erfolgte 1899 die Ernennung zum Oberbürgermeister. Von 1900 bis 1912 vertrat er auch die Stadt Berlin im Preußischen Herrenhaus.

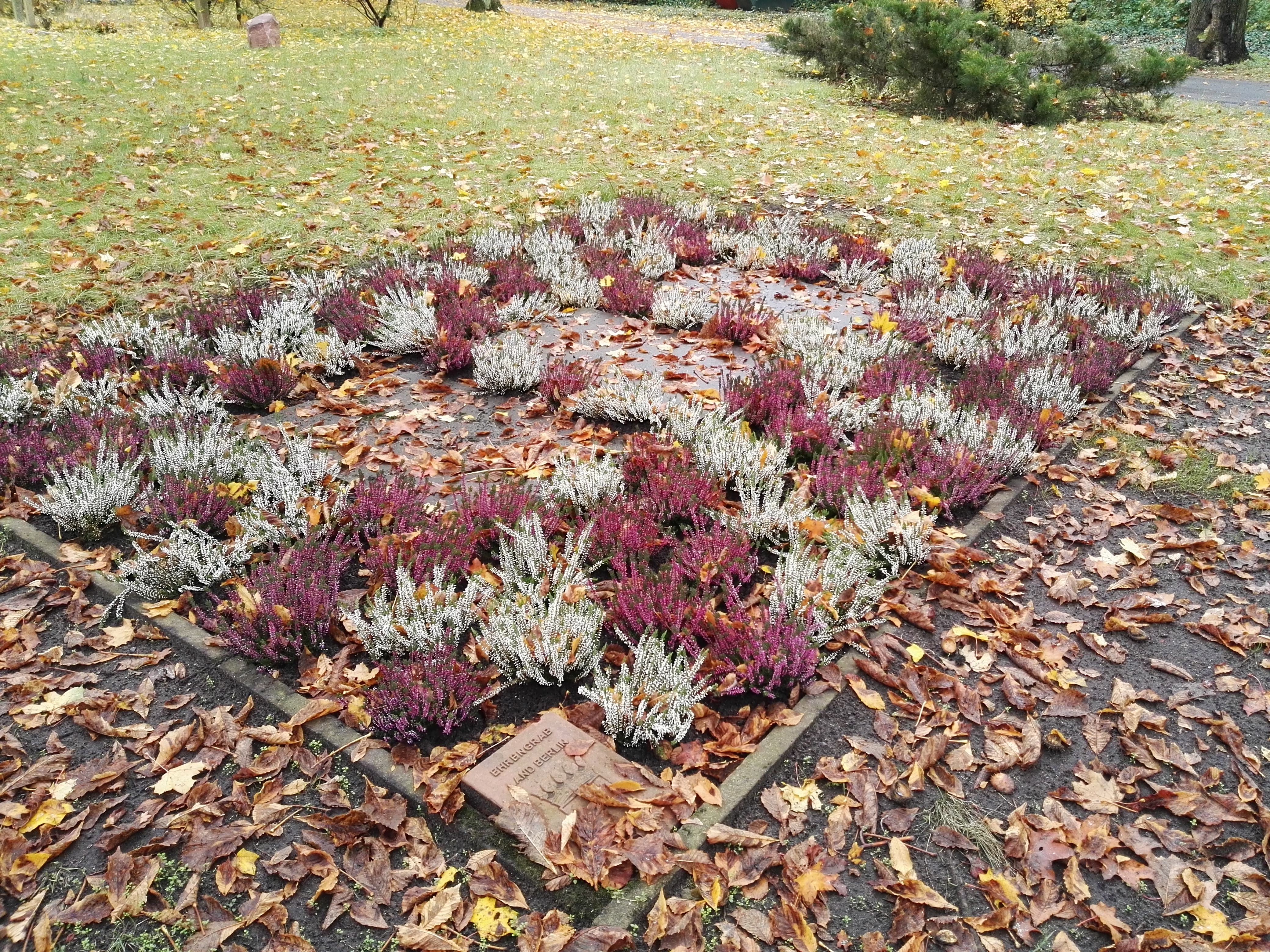
Grabstätte

Seine letzte Ruhe fand Kirschner auf dem Zentralfriedhof Friedrichsfelde. Sein Grab, in dem auch seine Schwiegersöhne Richard Robert Rive (1864–1947) und Generalleutnant Otto Stobbe (1870–1941) bestattet sind, ist als Ehrengrab der Stadt Berlin gewidmet, jedoch auf Kirschners eigenen Wunsch ohne Grabstein.

## Leistung

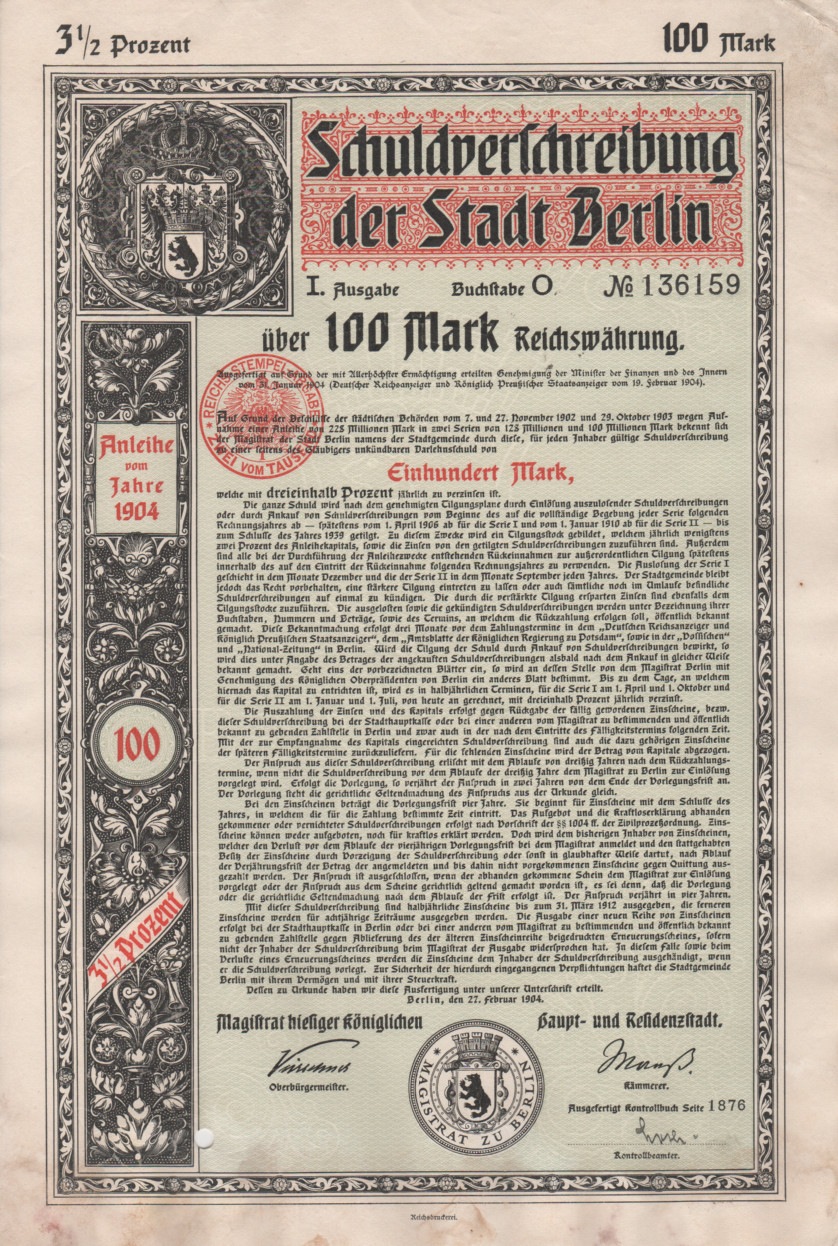
Schuldverschreibung der Stadt Berlin vom 27. Februar 1904 mit Unterschrift von Oberbürgermeister Martin Kirschner

Nach Arthur Hobrecht (Oberbürgermeister von Berlin 1872 bis 1878) und Max von Forckenbeck (in diesem Amt 1878 bis zu seinem Tod 1892) war er der dritte aus Breslau stammende Oberbürgermeister Berlins. In Kirschners Amtszeit erlebte die neue deutsche Reichshauptstadt einen gewaltigen Aufschwung. Kirschner schuf die politischen Voraussetzungen für die entstehende Großstadt Berlin. Die Kanalisation des ständig wachsenden Gemeinwesens wurde erneuert, es erfolgten Straßendurchbrüche zur besseren Verkehrsführung, der Zentralvieh- und Schlachthof wurde erweitert und der Osthafen neu gestaltet. Der alte Botanische Garten, der Viktoriapark und der Schillerhain wurden zur städtischen Erholungsstätte für alle Bürger. Unter den Neubauten sind zu erwähnen: das Rudolf-Virchow-Krankenhaus, das Märkische Museum, der Neubau des städtischen Waisenhauses in der Alten Jakobstraße, das Stadthaus und die Bucher Anstalten (die „Irrenanstalt“ in Berlin-Buch wurde 1929 bekannt durch den Roman „Berlin Alexanderplatz“ von Alfred Döblin).
Im sozialen Bereich sorgte Kirschner für die Einführung der Pflichtfortbildungsschule (spätere Berufsschulen) und er betrieb die Umwandlung der sechsklassigen Gemeindeschulen in achtklassige. Besondere Aufmerksamkeit richtete Kirschner auch auf den Straßenbahnverkehr, der während seiner Amtszeit noch von einer Reihe unterschiedlicher Gesellschaften betrieben wurde. Konflikte mit der privaten Großen Berliner Straßenbahn veranlassten die Stadt im Oktober 1900 zum Bau eigener Straßenbahnlinien.
Martin Kirschner wurde anlässlich des hundertjährigen Bestehens der Berliner Universität im Jahre 1910 zum Ehrendoktor der Juristischen Fakultät ernannt. Im März 1911 wurde er erneut zum Oberbürgermeister gewählt. Doch schon ein Jahr später musste er wegen seiner angeschlagenen Gesundheit von diesem Amt zurücktreten. Danach verlieh ihm  Berlin am 15. Mai 1912 das Ehrenbürgerrecht. Kirschner starb im Alter von 69 Jahren an einem Herzleiden. Leo Mugdan, Wortführer der Sozialdemokraten in der Stadtverordnetenversammlung, ein politischer Gegner, würdigte Kirschner mit den Worten: „Wir haben den Verstorbenen stets hoch geschätzt als charaktervollen Mann von unantastbarem Gerechtigkeitsgefühl.“ Seit 1967 ist im Ortsteil Gropiusstadt (Bezirk Neukölln) der Kirschnerweg nach ihm benannt.
Sein Sohn Martin Kirschner (1879–1942) wurde ein international anerkannter Arzt und Chirurg, die Tochter Mathilde Kirschner (1875–1951) hat sich als Oberin erfolgreich für sozial Schwache eingesetzt und als Stadträtin in Berlin auch politisch gewirkt.